# Zanesville (Indiana)
Zanesville est une municipalité située dans les comtés de Wells et d'Allen, dans l’État de l'Indiana, aux États-Unis. Lors du recensement de 2020, elle comptait 580 habitants.